# 李学海 (1954年)
李学海（1954年11月—），山东安丘人，汉族，中国共产党党员。中华人民共和国政治人物、第十三届全国人民代表大会山东省代表。

## 生平
2018年，李学海被选为山东省出席第十三届全国人民代表大会代表。
因在脱贫攻坚战中作出突出贡献，2021年2月25日全国脱贫攻坚总结表彰大会上，李学海被授予“全国脱贫攻坚先进个人”。